# Codru (rezervație științifică)
Rezervația științifică Codru este o arie protejată din Republica Moldova, ce servește ca depozit al genofondului pădurilor central europene.

## Descriere
Rezervația a fost creată în 1971 pe o suprafață de 5.177 ha. Aici sunt puse sub protecție circa: 1.000 specii de plante, 43 specii de mamifere, 145 specii de păsări, 7 specii de reptile, 10 specii de amfibieni și peste 10 mii de specii de insecte. Principalele specii de arbori în pădure sunt stejarul pedunculat, gorunul și fagul. În cadrul rezervației funcționează un bogat „Muzeu al naturii”.

### Flora
Flora se compune din specii de plante, care provin din 3 regiuni fitogeografice: mediteraneană (forestieră), central-europeană (forestieră) și euroasiatică (stepică). În rezervație sunt înregistrate 60 de specii de plante rare, dintre care 23 sunt incluse în Cartea Roșie a Moldovei. Vegetația zonală este reprezentată prin păduri de foioase de tipul celor din Europa Centrală cu formațiunile: Fagus sylvatica, Querceta petraeae și Querceta roburis. Vegetația interzonală s-a format in văgăuni, fiind reprezentată prin fâșii înguste și pâlcuri de plopișuri, sălcișuri, răchitișuri și pajiști mezofile. Aici și-au gasit extremitatea estică a arealului unele specii central europene (fag, ferigi, orhidee etc.) și extremitatea sudică (Eriophorum latifolium, Padus avium etc).

### Fauna
Reprezintă aproape în totalitate pădurile Europei Centrale și de Est. S-au format condiții favorabile de creștere și de reproducere pentru reprezentanții faunei din munții Carpați, Balcani, din Asia, care întrunesc: 52 de specii de mamifere, 151 de specii de păsări, 8 specii de reptile, 10 specii de amfibieni, 8.000 de specii de insecte. Se întîlnesc specii rare, precum: jder de pădure, chițcan cu abdomen alb, usturoaie etc.
Ornitofaună conține 151 de specii, dintre care 10 specii incluse în Cartea Roșie a Moldovei: acvila pitică, porumbelul de scorbură, ciocănitoarea neagră, canarul, egreta mare, barza neagră, acvila țipătoare mică, acvila țipătoare, șoimul dunărean.
Este unica rezervație din Moldova, unde s-au efectuat regulat studiul faunei nevertebratelor. S-au publicat liste privind tipurile de insecte. Ordinele: 
- Homoptera (Aphidoidea - 130 de specii, Psylloidea - 74),
- Heteroptera - 244,
- Coleoptera (Curculionidae - 155),
- Hymenoptera (Apoidea - 184, Formicoidea - 43, Ichneumonidae - 20, Pteromalidae - 28),
- căpușe (Gamasina - 105, Ixodides - 11),
- moluște - 42, râme (Lumbricidae) - 12.

## Galerie de imagini

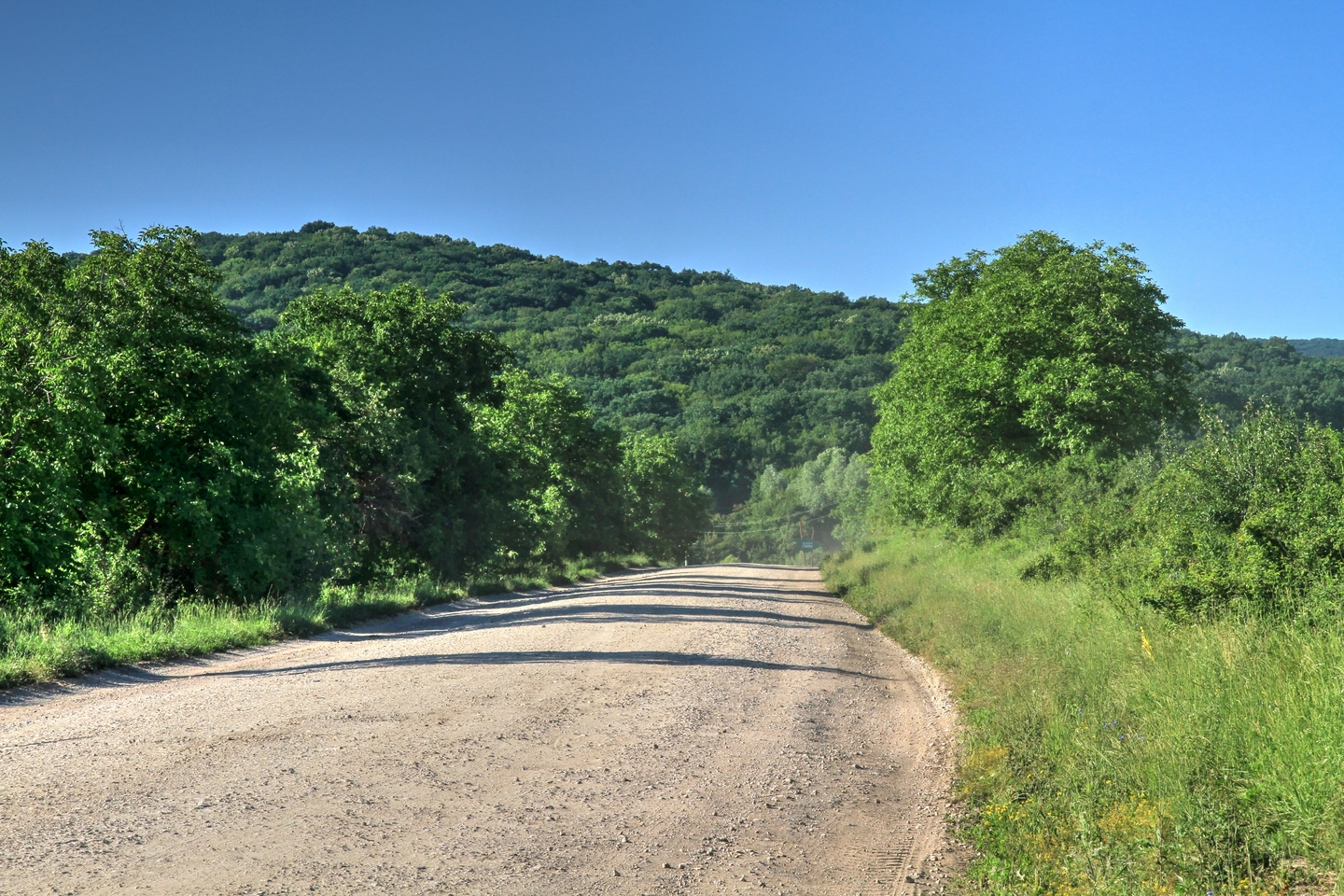
Acces dinspre satul Lozova
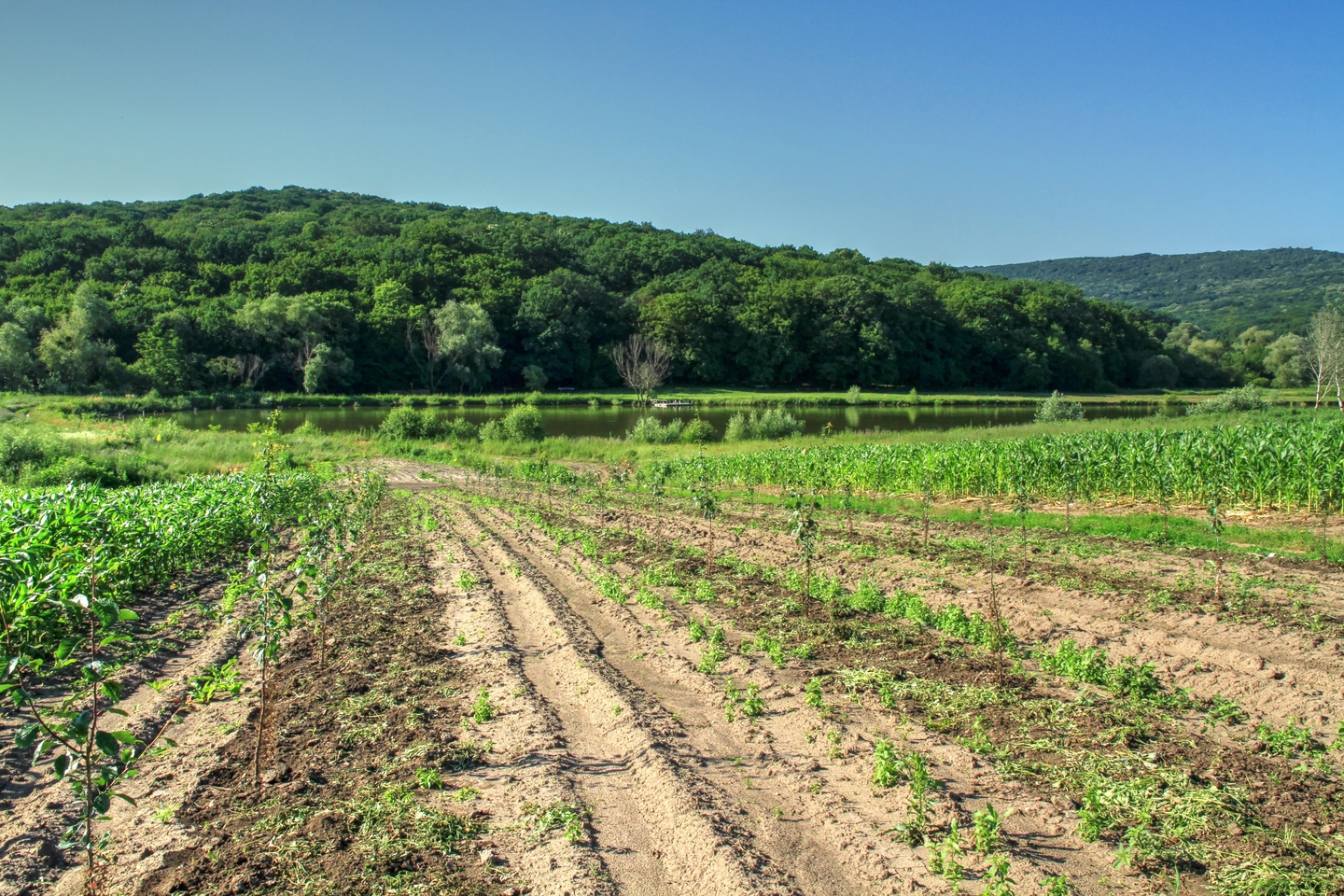
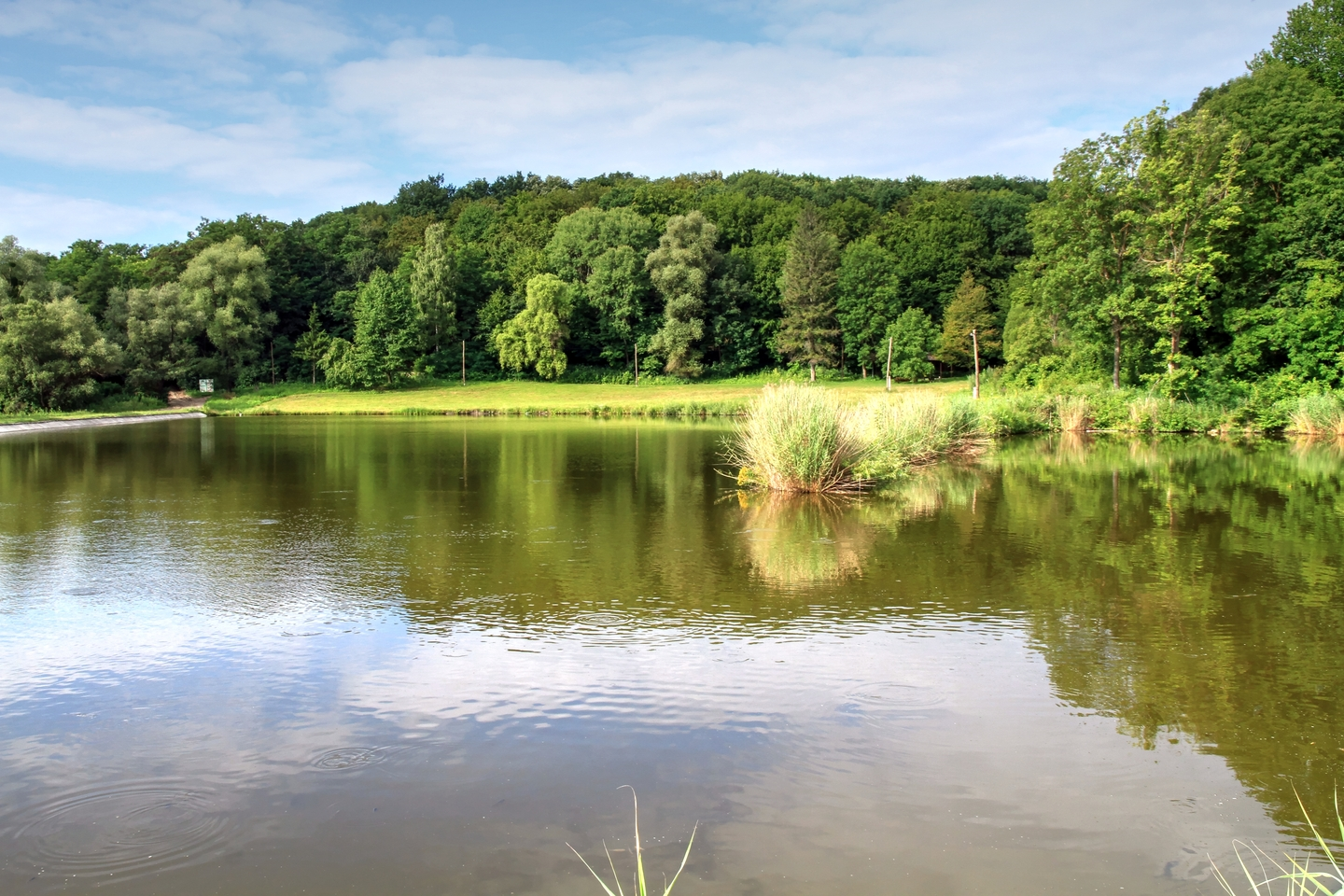
Lac din rezervație
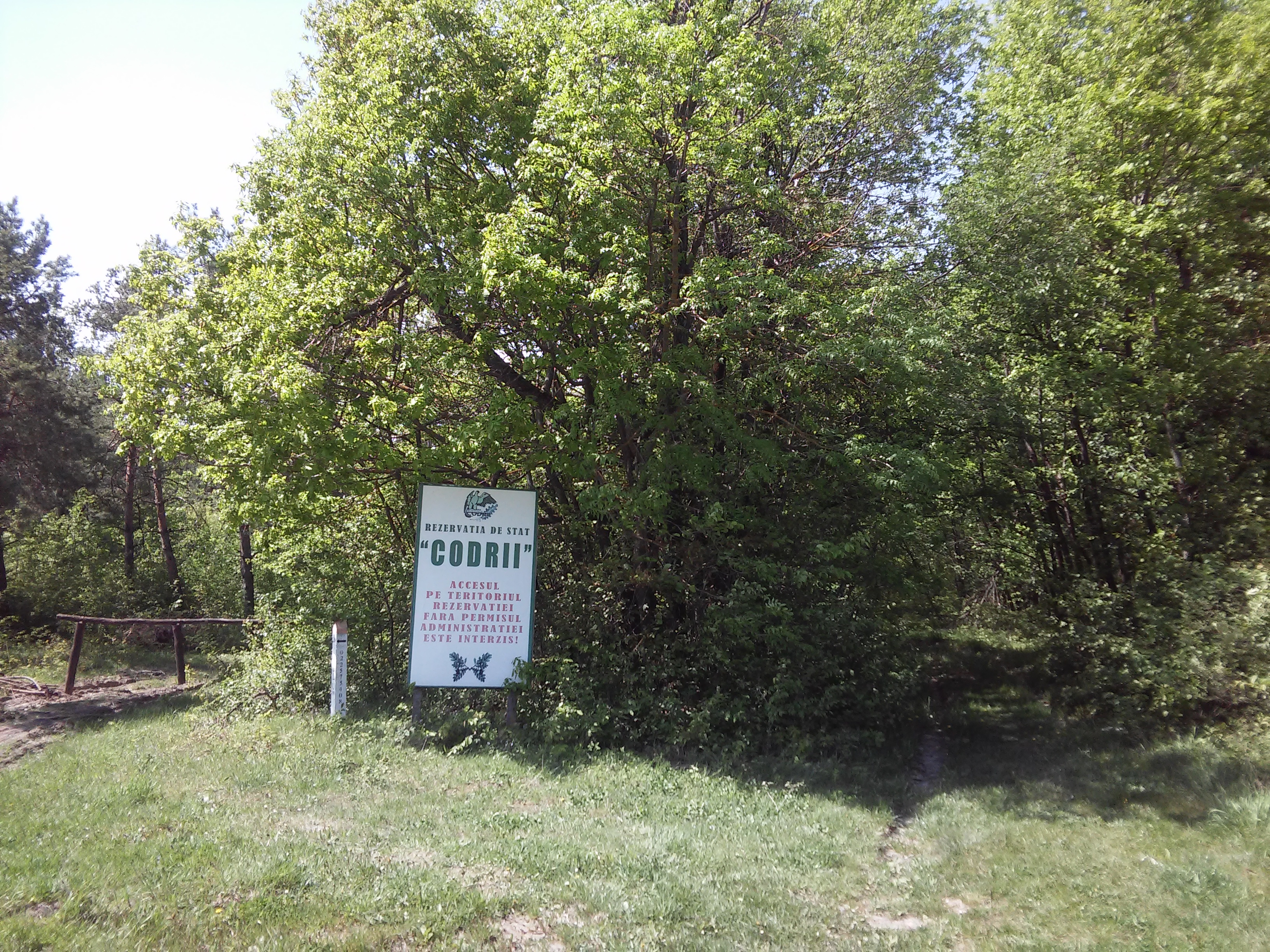
Panou informativ
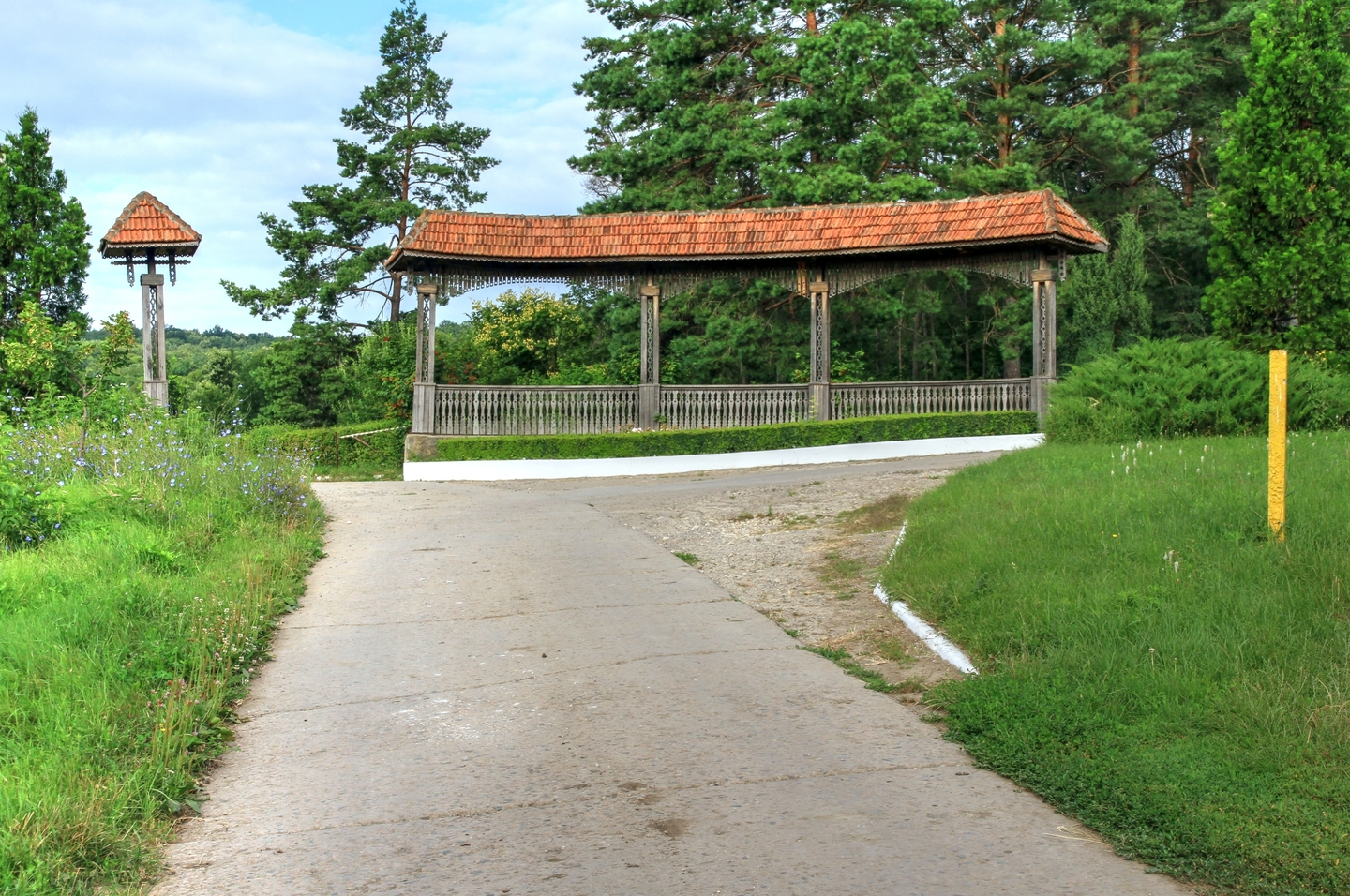
Intrarea spre sediul rezervației
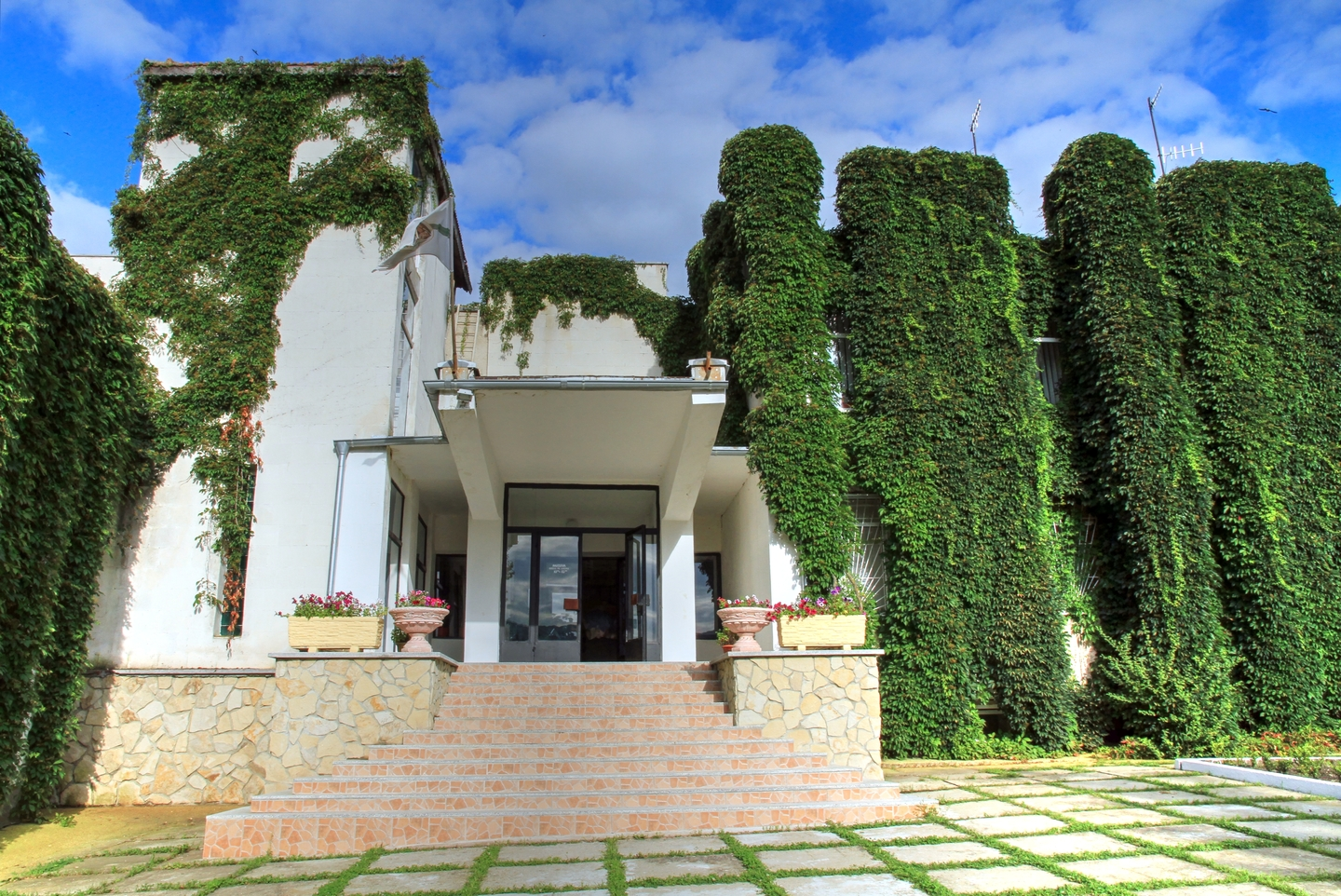
Sediul ariei protejate
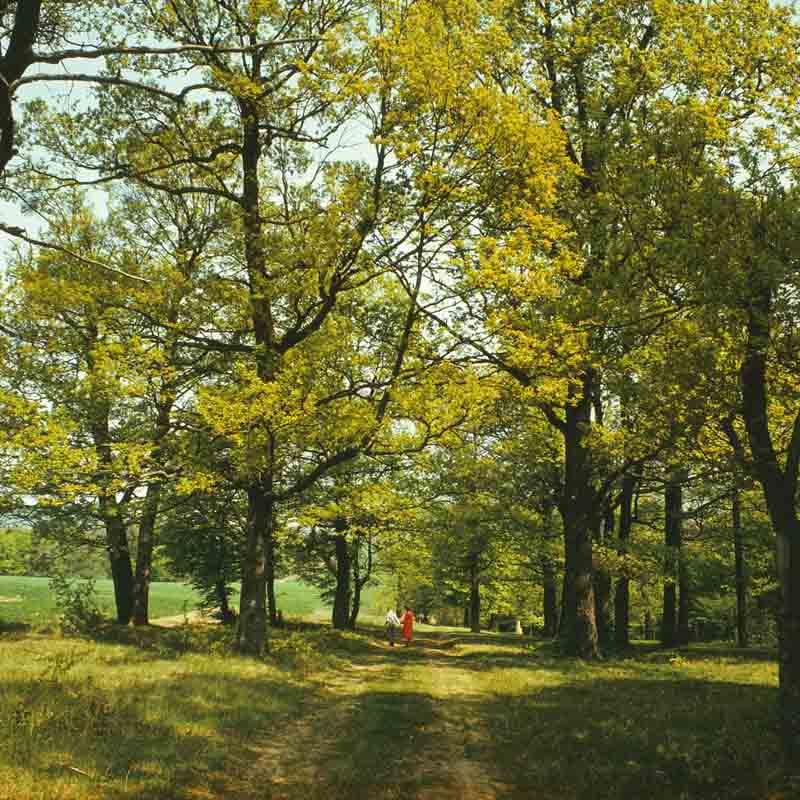
Peisaj din 1980
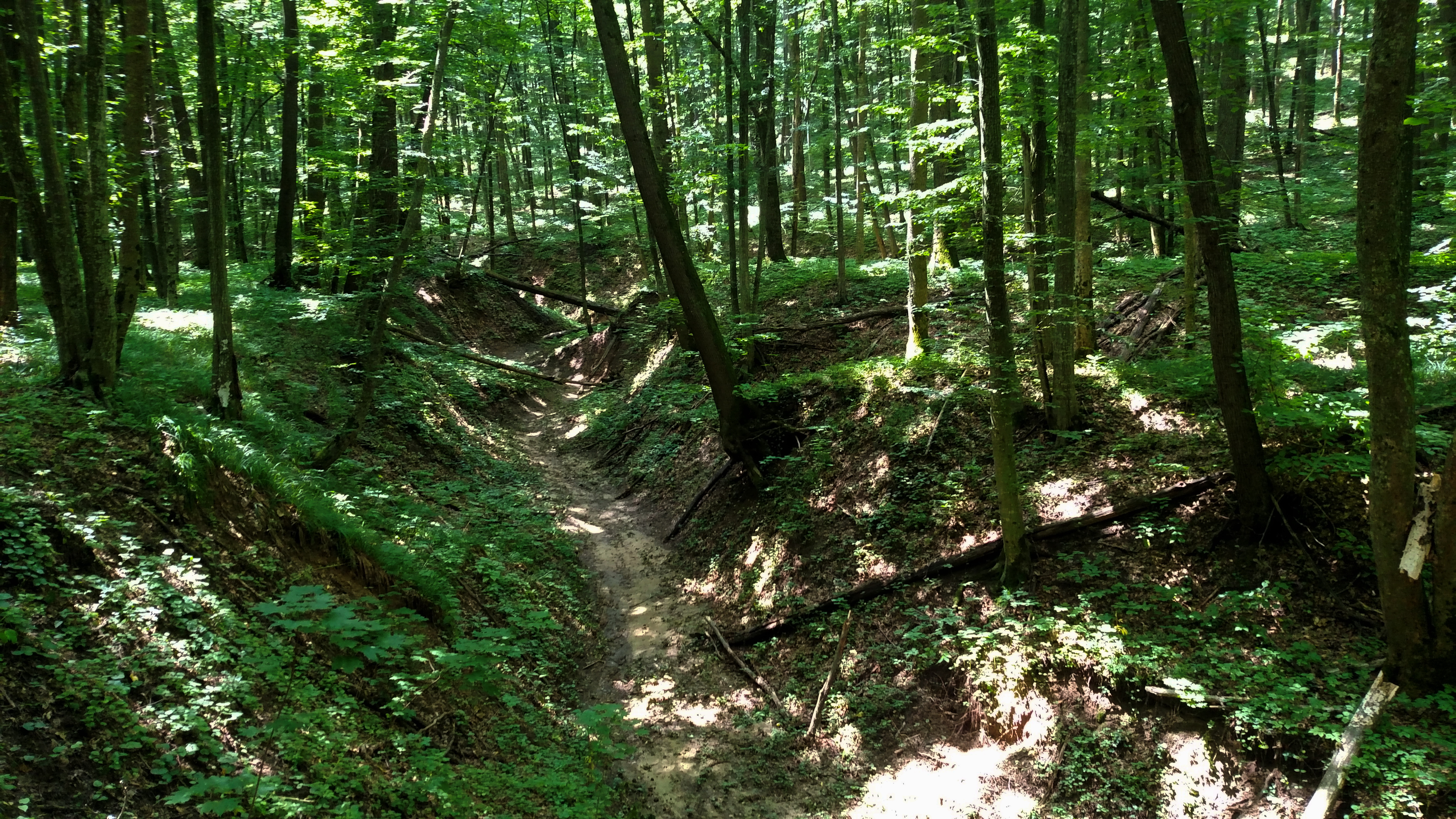
Secvență din interiorul pădurii
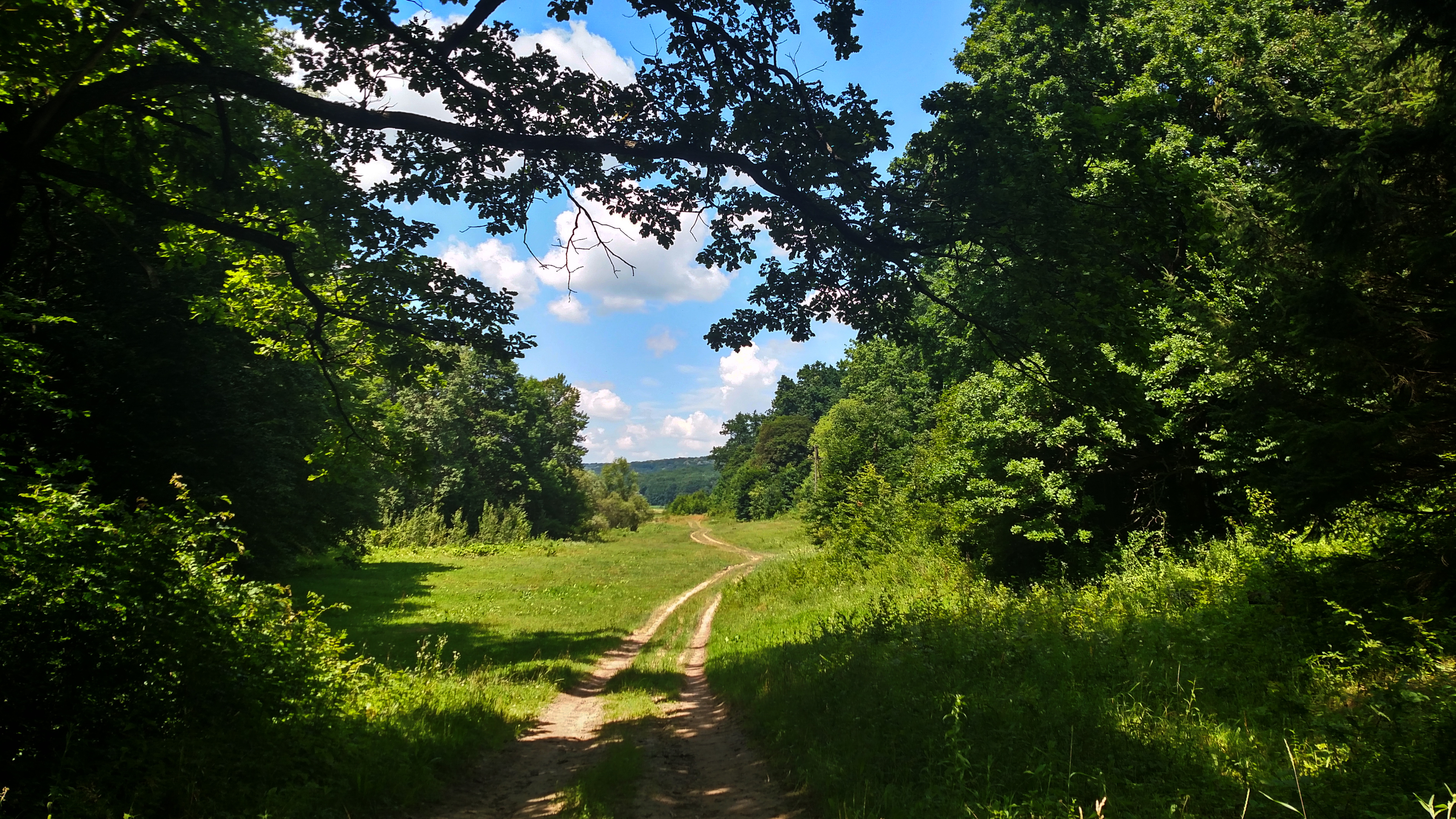
Ieșire spre o poiană
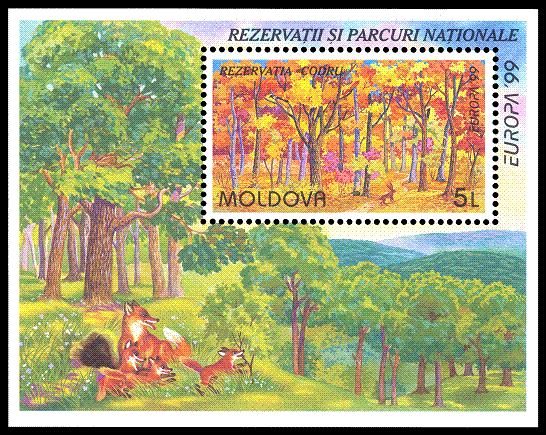
Timbru poștal